# Platypalpus minutimontanus
Platypalpus minutimontanus är en tvåvingeart som beskrevs av Smith 1969. Platypalpus minutimontanus ingår i släktet Platypalpus och familjen puckeldansflugor. Inga underarter finns listade i Catalogue of Life.